# Айзстраутниеки
А́йзстраутниеки (латыш. Aizstrautnieki) — населённый пункт в южной части Латвии, расположенный в Добельской волости Добельского края. До 1 июля 2009 года входил в состав Добельского района.
Является центром Добельской волости. Расстояние до Добеле — 8 км, до Риги — 73 км. По данным на 2015 год, в населённом пункте проживало 240 человек.

## История
Современное поселение находится на территории, некогда принадлежавшей Добенскому поместью (Doben).
После Второй мировой войны служило центром колхоза имени Жданова. Населённый пункт входил в состав Добельского сельсовета Добельского района.
В Айзстраутниеки имеются: магазин, библиотека, докторат, почтовое отделение. До 2000 года работала Айзстраутниекская начальная школа.

## Транспорт
Неподалёку от Айзстраутниеки проходит местная автодорога V1101 Добеле — Лестене — Тукумс.